# Anton Diffring
Alfred Pollack (Coblenza, 20 de octubre de 1918-Châteauneuf-Grasse, 20 de mayo de 1989), más conocido como Anton Diffring, fue un actor alemán que hizo una carrera cinematográfica en el Reino Unido después de 1950.

## Biografía
Fue conocido en el mundo anglófono por su representación de los oficiales alemanes, principalmente, y por sus papeles siniestros, en películas como El desafío de las águilas (1968) y Los héroes de Telemark (1965). Asimismo, protagonizó la película Operation Daybreak como el oficial de la SS Reinhard Heydrich, y estelarizó las películas de terror The Man Who Could Cheat Death y Circus of Horrors. También trabajó en un buen número de películas internacionales, tales como Fahrenheit 451, dirigida por François Truffaut, y Evasión o victoria de John Huston.
Su última actuación fue como un personaje nazi en el episodio «Silver Nemesis» (1988) de la serie de la BBC Doctor Who, en la que estuvo de acuerdo en aparecer porque la grabación coincidió con el Campeonato de Wimbledon 1988, el cual quería ver. Diffring trabajó hasta el momento de su muerte, antes de sucumbir a una enfermedad no aclarada, pudiendo haber sido el sida o algún tipo de cáncer. Murió en su casa en Chateauneuf-Grasse en el sur de Francia.